# Cephalaria uralensis
Cephalaria uralensis là một loài thực vật có hoa trong họ Kim ngân. Loài này được (Murray) Roem. & Schult. mô tả khoa học đầu tiên năm 1818.